# 山东大学儒学高等研究院
山东大学儒学高等研究院，与山东大学文史哲研究院一个机构两块牌子，是山东大学二级学院之一。

## 简介
儒学高等研究院于2010年4月成立。2012年，原儒学高等研究院、儒学研究中心、文史哲研究院和《文史哲》编辑部整合，仍称儒学高等研究院，文史哲研究院名称保留。
其中，原文史哲研究院成立于2002年，是由原文史哲研究所（1978年成立）、古籍整理研究所（1983年成立）、民俗研究所（1985年成立）合并而成。原儒学研究中心成立于2005年。原儒学高等研究院成立于2010年。《文史哲》则创刊于1951年。
曾在本院前身机构任职的知名学者有华岗、吴富恒、杨向奎、萧涤非、王仲荦、关德栋、蒋维崧、王绍曾、庞朴、葛懋春、丁冠之、董治安等。

## 学术刊物
《文史哲》、《当代儒学》、《儒林》、《民俗研究》、《节日研究》、《中国诠释学》等。